# Якуб Ондра
Якуб Ондра (чеськ. Jakub Ondra; 7 вересня 1994, Прага) — чеський співак, автор текстів та композитор.

## Біографія
Якуб Ондра народився 7 вересня 1994 року в Празі. У п'ятнадцять років він почав грати на гітарі та співати перші пісні. Найважливішою музичною школою вважає вулиці рідної Праги. Якуб вже з шістнадцяти почав грати (і до сих пір грає) кілька разів на тиждень при виході з метро і на вулицях Праги, мотивуючи це заохоченням туристів і випадкових перехожих. Спочатку співав тільки англійською мовою пісні своїх улюблених виконавців.
Але декілька років тому його життя змінилося. Під впливом схвальних відгуків відчув потребу в самовираженні за допомогою власних пісень. Так Якуб почав писати свої перші пісні. Окрім музики захоплюється також літературою: «Я багато читав. Кожного місяця я прочитував близько п'яти книг. Я думаю, що це ганьба, що люди на книжки поступово забивають. В них можна знайти те, що інакше ми б шукали дуже довго».
Якуб Ондра є автором пісень, якого буквально народила вулиця. Вуличний спів став для нього і для його випадкових товаришів по команді частиною їх нинішньої життя.